# Franz Marischka
Franz Marischka (* 2. Juli 1918 in Unterach am Attersee, Oberösterreich; † 18. Februar 2009 in München) war ein österreichischer Regisseur, Filmschauspieler und Drehbuchautor. In Künstler- und Journalistenkreisen hatte er den Beinamen Zwetschi.

## Leben
Franz Marischkas Vater war der Operetten-Star Hubert Marischka, seine Mutter, die kurz nach seiner Geburt starb, dessen Ehefrau Lizzy, die Tochter von Victor Léon, einem berühmten Librettisten. Sein Onkel war der spätere Sissi-Regisseur Ernst Marischka und sein Taufpate der zu jener Zeit erfolgreichste Komponist, Franz Lehár.
Er wuchs zusammen mit seinen Geschwistern Lisl und Viktor bei seinen Großeltern Léon in deren Villa in Hietzing auf, besuchte das Theresianum und maturierte am Rainer-Gymnasium.
Marischka quittierte frühzeitig seinen Dienst als Kadett in der österreichischen Armee und begann 1938 am Max-Reinhardt-Seminar in Wien eine Ausbildung als Schauspieler. Da seine Mutter Jüdin war und er selbst somit als „Halbjude“ galt, musste er nach dem „Anschluss“ Österreichs am 12. März 1938 das Reinhardt-Seminar „aus rassischen Gründen“ verlassen.
Er emigrierte am 20. April 1939 nach England, wo er an der Kleinkunstbühne Laterndl seine ersten Erfahrungen als Schauspieler sammelte. 1940 kam er in ein Internierungslager auf der Isle of Man, aus dem er entlassen wurde, als er sich freiwillig zum Pionierkorps meldete. Er wurde Sergeant, schließlich erhielt er beim Intelligence Corps unter dem Namen „Francis Marsh“ eine Ausbildung zum Vernehmungsoffizier.
Bis 1946 verhörte er in Norwegen SS-Angehörige und KZ-Aufseher. Er wurde britischer Staatsbürger und bekam nur auf ausdrücklichen Wunsch wieder seinen ursprünglichen Namen. Im selben Jahr kehrte er nach Wien zurück.

## Karriere

### Schauspieler
In Wien trat er alsbald im Theater auf, z. B. 1948 in der Operette Gute Erholung. Anfang der fünfziger Jahre wirkte er auch in einigen Filmen mit, doch seine Tätigkeit als Schauspieler war nicht sehr erfolgreich. So verlegte er sich auf Drehbucharbeit und Regie.

### Drehbuchautor und Regisseur
Anfangs lebte er in Rom und ab Beginn der 1950er Jahre in München. Marischka schrieb über hundert Drehbücher und führte bei fast dreißig Spielfilmen und ebenso vielen Fernsehspielen und Fernsehserien Regie. Zudem inszenierte er Theaterstücke und Operetten-Shows.
Zu Beginn seiner Regiearbeiten drehte er in den 1960er Jahren vor allem Revuefilme und Komödien wie Schlagerparade 1960 (1960), So liebt und küßt man in Tirol (1961) und Allotria in Zell am See (1963). In den 70er und 80er Jahren schwamm er auf der Sexwelle mit und drehte Erotikkomödien wie Laß jucken, Kumpel (1972) und weitere fünf Teile mit ähnlichem Titel, Liebesgrüße aus der Lederhose (1973), Drei Lederhosen in St. Tropez (1980) und Sunshine Reggae auf Ibiza (1983). Danach verfasste er hauptsächlich noch Drehbücher für Film und Fernsehen. Erfolgreich inszenierte er noch eine Eisrevue im Operettenstil. Teilweise arbeitete er auch unter dem Pseudonym „François Petit“ (sein Kollege Franz Antel benutzte das Pseudonym „François Legrand“).

## Familie
Franz Marischka war längere Zeit mit der Schauspielerin Marianne Wischmann liiert und auch verlobt. 1958 heiratete Marischka Inge Viktoria, mit der er einen Sohn (* 1959) hatte, doch schon bald darauf kam es zur Scheidung. Die Show-Assistentin Alexandra Drewes/Marischka aus der Sendung Der goldene Schuß war vom 10. Juni 1968 bis zur Scheidung im Juli 1976 seine zweite Ehefrau. Der von zahlreichen Fernsehserien bekannte Schauspieler und Regisseur Georg Marischka war sein Halbbruder.
Franz Marischka lebte bis zu seinem Tod in München und war des Öfteren bei Veranstaltungen mit Preisverleihungen und Ehrungen für verdiente Schauspieler zu sehen. Nach kurzer, schwerer Krankheit verstarb er in der Nacht zum 18. Februar 2009 in der Palliativstation des Schwabinger Krankenhauses. Er wurde am Hietzinger Friedhof in einem ehrenhalber gewidmeten Grab bestattet.

## Filmografie

### Darstellung
- 1951: Kleiner Peter, große Sorgen (Stadtpark)
- 1951: Frühlingsstimmen
- 1951: Der fidele Bauer
- 1952: Abenteuer in Wien
- 1952: Knall und Fall als Hochstapler
- 1952: Du bist die Rose vom Wörthersee
- 1955: Oh – diese „lieben“ Verwandten
- 1980: Car-Napping
- 1982: Die liebestollen Lederhosen
- 1984: Schulmädchen ’84
- 1984: Her mit den kleinen Schweinchen
- 1987: Hatschipuh
- 1990: Spieler

#### Buch und Regie
- 1959: Mikosch im Geheimdienst
- 1960: Das Rätsel der grünen Spinne
- 1960: Schlagerparade 1960
- 1961: Schlagerparade 1961
- 1961: Am Sonntag will mein Süßer mit mir segeln gehn
- 1961: So liebt und küßt man in Tirol
- 1962: So toll wie anno dazumal
- 1963: Allotria in Zell am See
- 1968: Ein dreifach Hoch dem Sanitätsgefreiten Neumann
- 1969: Der Mann mit dem goldenen Pinsel
- 1970: Abarten der körperlichen Liebe
- 1970: St. Pauli Nachrichten – Thema Nr. 1
- 1972: Laß jucken, Kumpel
- 1972: Laß jucken, Kumpel 2. Teil – Das Bullenkloster
- 1973: Liebesgrüße aus der Lederhose
- 1973: Die Stoßburg – Wenn nachts die Keuschheitsgürtel klappern
- 1974: Laß jucken, Kumpel 3. Teil – Maloche, Bier und Bett
- 1974: Liebesgrüße aus der Lederhose 2. Teil: Zwei Kumpel auf der Alm
- 1975: Der Kumpel läßt das Jucken nicht
- 1975: Champagner aus dem Knobelbecher
- 1978: Zwei Däninnen in Lederhosen
- 1979: Zum Gasthof der spritzigen Mädchen
- 1980: Drei Lederhosen in St. Tropez
- 1980: Der Kurpfuscher und seine fixen Töchter
- 1981: Laß laufen, Kumpel
- 1982: Ein dicker Hund
- 1983: Die unglaublichen Abenteuer des Guru Jakob
- 1983: Das verrückte Strandhotel
- 1983: Sunshine Reggae auf Ibiza

#### Drehbuch (Auswahl)
- 1953: Die Tochter der Kompanie
- 1954: Viktoria und ihr Husar
- 1955: Laß die Sonne wieder scheinen
- 1956: Liebe, Sommer und Musik
- 1956: Die Christel von der Post
- 1957: Almenrausch und Edelweiß
- 1957: Hoch droben auf dem Berg
- 1958: Der Sündenbock von Spatzenhausen
- 1958: Mikosch, der Stolz der Kompanie
- 1958: Wenn Mädchen ins Manöver zieh’n
- 1959: Ein Sommer, den man nie vergißt
- 1959: Mein Schatz, komm mit ans blaue Meer
- 1959: Mandolinen und Mondschein
- 1960: Endstation Rote Laterne
- 1960: Agatha, laß das Morden sein!
- 1962: So toll wie anno dazumal
- 1965: Das Vermächtnis des Inka
- 1973: Liebe in drei Dimensionen
- 1987: Hatschipuh

### Fernsehen: Buch und Regie

#### Serien
- Reisen mit Musik, 13 Folgen
- John Klings Abenteuer, 13 Folgen
- Hauptstraße Glück, 13 Folgen
- 13 Stühle, 13 Folgen
- Mark Twains Abenteuer, 13 Folgen
- Percy Stuart, 13 Folgen (nur Bücher)
- Almenrausch und Pulverschnee, 8 Folgen (nur Bücher)

#### Fernsehspiele (Auswahl)
- Das kleine Wunder
- Ehe auf Raten
- Der Pinguin

## Autobiografie
- Immer nur lächeln. Geschichten und Anekdoten von Theater und Film. Amalthea, Wien 2001, ISBN 978-3-85002-442-6.